# Albufera de Gayanes
La albufera de Gayanes se encuentra situada en el municipio de Gayanes (Alicante), Comunidad Valenciana.
Es una laguna endorreica cuyas aguas se vierten al río Serpis. Su existencia está documentada desde principios del siglo XV. La antigua laguna fue desecada para evitar enfermedades durante la guerra civil española y con posterioridad a la contienda se transformó en campos de cultivo. En 2004, ya sin actividad agrícola en dichos terrenos, un episodio de fuertes lluvias propiciaron el derrumbe del canal de desagüe, lo que supuso la recuperación del espacio natural. 
En el año 2007 la laguna se incluye dentro del espacio natural Paisaje protegido del río Serpis. Desde entonces se convierte en espacio natural protegido. Es un espacio natural para la biodiversidad de flora y fauna.
La laguna es frecuentada por aves migratorias y aves nidificantes e invernantes. Es una zona de cuidado y seguimiento de tortugas leprosas, autóctonas de la zona. El espacio cuenta con puntos de observación. Está rodeada de campos de cultivo de secano.